# Йиславед
Йиславед (швед. Gislaved) — индустриальный город в южной Швеции, в лене Йёнчёпинг, центр одноимённой коммуны.
Первое упоминание о городе относится к 1434 году. В 2005 году его население насчитывало 10 091 человек. По состоянию на 2020 год, население Йиславеда составляет 10 269 человек. При этом население всей одноимённой коммуны в целом (по состоянию на 2024 год) достигает 28 938 человек.
До 1992 года в городе располагалась штаб-квартира известного производителя автомобильных покрышек Gislaved. Впоследствии компания была полностью выкуплена немецким производителем Continental AG, а производство — перенесено в Португалию.